# Solmaz Gurbanova
 (juillet 2025).
Pour les articles homonymes, voir Gurbanova.
Solmaz Gurbanova (en azéri : Solmaz Cəbrayıl qızı Qurbanova ; née le 13 novembre 1939 à Bakou et morte le 4 juin 2013 à Bakou) est une actrice du Théâtre national des jeunes spectateurs d’Azerbaïdjan, Artiste du peuple de la République d'Azerbaïdjan (1991),

## Biographie
Solmaz Djabrayil gizi Gurbanova est née en 1939 à Bakou. Elle débute au Théâtre des jeunes spectateurs d'Azerbaïdjan en 1955. S. Gurbanova joue le rôle d'un adolescent sur la scène du théâtre :
Gavroche (d'après le roman "Les Misérables" de Victor Hugo), Antonio ("Les Feux de Puerto Sorido", M. Minchkovsky), Radjab ( "Anadjan", Y. Azimzadeh), Petya ( "Pour la Révolution", M. Chatrov), Kamal ("Le foulard magique", K. Hasanov), Juliette ("Roméo et Juliette", "Deux de Vérone" , William Shakespeare), la reine ("Une servante de deux maîtres", Carlo Goldoni), Gemma ("Ovod", Ethel Lilian Voynich), Flavio ("Mur du Silence", P. Missini), Yagut ("Malikmammad" , A. Abbasov), Tante Pacha ("N'oubliez pas", Y.Azimzadeh), Dilara ("La dernière nuit de l'année dernière", Anar Rzayev), Chajarat ("Au revoir, Inde", G.Rasulov), Aferid ("Sohrab et Rustam", I.Cochgun), Gamar banu ("Mahmud et Maryam", Elchin) et d'autres,.